# Garelli Katia 50
Der Garelli Katia 50 war ein Motorroller des  brasilianischer Herstellers Garelli Ibramoto, der in den 1970er Jahren produziert wurde. Das Unternehmen produzierte in Lizenz Modelle des italienischen Herstellers Garelli für den südamerikanischen Markt. Das Modell war besonders in Brasilien verbreitet. Der Roller war mit einem luftgekühlten Einzylinder-Zweitaktmotor ausgestattet und verfügte über ein stufenloses Getriebe.